# Alexain
Alexain település Franciaországban, Mayenne megyében. Lakosainak száma 612 fő (2022. január 1.). Alexain La Bigottière, Contest, Martigné-sur-Mayenne, Placé és Saint-Germain-d’Anxure községekkel határos.

## Népesség
A település népességének változása:
| Lakosok száma | 468  | 410  | 418  | 450  | 616  | 605  | 601  | 606  | 608  | 612  |
|               | 1968 | 1982 | 1990 | 2006 | 2013 | 2015 | 2017 | 2019 | 2020 | 2022 |